# Borne Sulinowo
Borne Sulinowo là một thị trấn thuộc huyện Szczecinecki, tỉnh Zachodniopomorskie ở tây-bắc Ba Lan. Thị trấn có diện tích 18 km². Đến ngày 1 tháng 1 năm 2011, dân số của thị trấn là 4675 người và mật độ 258 người/km².